# Kup europskih prvaka 1993./94. (vaterpolo)
Ovo je trideset i prvo izdanje Kupa europskih prvaka.
Četvrtzavršnica
- Cacel Nice (Francuska) - Jadran Split (Hrvatska) 7:8, 8:9 (ukupno 15:17)
- Catalunya (Španjolska) - Olympiakos (Grčka) 11:8, 8:7 (ukupno 19:15)
- Mladost (Hrvatska) - Újpest (Mađarska) 12:14, 6:6 (ukupno 18:20)
- Posillipo (Italija) - CSK VMF Moskva (Rusija) 13:4, 7:4 (ukupno 20:8)

Poluzavršnica
- Jadran Split - Catalunya 6:6, 5:8 (ukupno 11:14)
- Posillipo - Újpest 11:11, 9:13 (ukupno 20:24)

Završnica
- Újpest - Catalunya 10:6, 11:11 (ukupno 21:17)

- sastav Újpesta (prvi naslov): Csaba Mátéfalvy, Zoltan Razga, András Gál, Tamás Dala, Tibor Benedek, Balázs Vincze, András Bene, Tamás Zantleitner, Z .Szabo, Zoltán Fazekas, Zsolt Vogel, Tamás Nitsovits, Zoltán Kovács